# Präsidentschaftswahl im Iran 2009

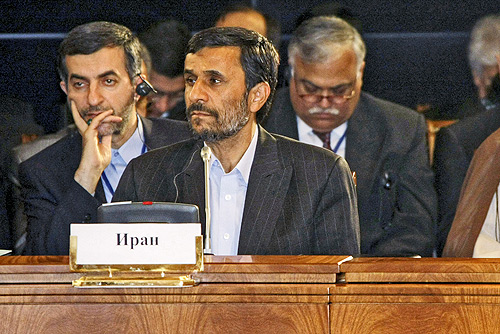
Erklärter Wahlsieger Mahmud Ahmadineschad am 16. Juni 2009 in Russland

Die iranischen Präsidentschaftswahlen 2009 fanden am 12. Juni 2009 statt. Wahlberechtigt waren 46,2 Millionen Iraner ab 18 Jahren. Die iranische Wahlbehörde gab am späten Nachmittag des darauffolgenden Tages Amtsinhaber Mahmud Ahmadineschad als Sieger bekannt. Demzufolge waren 62,6 Prozent der Wählerstimmen auf ihn entfallen, während sein stärkster Widersacher, Mir Hossein Mussawi, 33,8 Prozent der Stimmen auf sich vereinigen konnte.
Mussawi äußerte den Verdacht der Wahlfälschung und lehnt daher das Wahlergebnis ab. Proteste gegen das offizielle Wahlergebnis wurden von den sogenannten Ordnungskräften der Islamischen Republik Iran blutig niedergeschlagen. Die EU-Ratspräsidentschaft und die Vereinigten Staaten forderten eine Prüfung der Manipulationsvorwürfe und äußerten sich beunruhigt über die Gewalt nach Veröffentlichung der Ergebnisse. Aufgrund der andauernden Proteste ordnete der Wächterrat an, einen Teil der Stimmen neu zu zählen. Dabei geht es um die Stimmzettel aus den ca. 50.000 Wahlurnen, die „Gegenstand von Einwänden“ seien. Am 20. Juni verkündete der Wächterrat, zehn Prozent der Stimmen per Zufallsprinzip, in Anwesenheit von Vertretern der drei unterlegenen Kandidaten, neu auszählen zu lassen. Dem obersten legislativen Organ der Islamischen Republik lagen insgesamt 646 Beanstandungen der drei laut offiziellem Ergebnis unterlegenen Kandidaten vor. Neuwahlen hat das 12-köpfige Gremium ausgeschlossen. Am 22. Juni erklärte der Sprecher des Wächterrats, Abbas Ali Kadkhodaei, dass es keine Aufzeichnungen über größere Unregelmäßigkeiten bei der Wahl gegeben habe und daher bestehe nach Ansicht des Gremiums keine Möglichkeit, die Wahl zu annullieren. Am 29. Juni erklärte der Wächterrat, nachdem er zuvor knapp zehn Prozent der abgegebenen Stimmen hatte neu auszählen lassen, Mahmud Ahmadineschad offiziell zum Sieger der Wahl.
Internationale Wahlbeobachter waren im Iran nicht zugelassen.

## Vorgeschichte
Der ehemalige iranische Präsident Mohammed Chatami war lange Zeit ein aussichtsreicher Kandidat aus dem reformerischen Lager. Am 16. März 2009 erklärte er jedoch überraschend, er werde seine Kandidatur zurückziehen und stattdessen den gemäßigten Kandidaten Mir Hussein Mussawi unterstützen. Chatami lag nach einer Umfrage aus dem März 2009 mit 51,7 % weit vor dem amtierenden Präsidenten Mahmud Ahmadineschad mit 15,1 %. Er selbst begründete seinen Verzicht damit, die regierungskritische Wählerschaft nicht spalten zu wollen. Die beiden größten reformerischen Organisationen, die Partizipationsfront des islamischen Iran und die Organisation der Mudschahedin der Islamischen Revolution bekundeten daraufhin ebenfalls ihre Unterstützung Mussawis.
Insgesamt ließen sich 475 Personen als Bewerber auf das Präsidentenamt registrieren, darunter 42 Frauen. Der Wächterrat, ein geistliches Kontrollgremium, welches vom Staatsoberhaupt und Revolutionsführer Seyyed Ali Chamene'i gesteuert wird, überprüfte, wie bei Wahlen im Iran vorgeschrieben, nach Artikel 115 der Iranischen Verfassung alle Kandidaten unter anderem auf ihre Zuverlässigkeit, Eignung und Unbescholtenheit sowie auf ihre Konformität mit den Zielen der islamischen Republik Iran. Kein zugelassener Kandidat durfte einer Trennung von Staat und Religion zustimmen. Am 20. Mai 2009 ließ der Wächterrat vier Kandidaten offiziell zur Wahl zu.
Drei Wochen vor der Wahl untersagten die iranischen Behörden für drei Tage den Zugriff auf das Online-Netzwerk Facebook, das überwiegend die Anhänger von Mir Hossein Mussawi genutzt hatten, um seine Ansichten zu verbreiten. Auch die Unterstützer Ahmadineschads versuchten, über das Internet und spezielle Blogs die Wähler zu erreichen, allerdings mit eher mäßigem Erfolg.

## Wahlkampf
Die Islamisierung der Gesellschaft, Kleiderordnungspflicht für Frauen, erhebliche Einschnitte der Presse- und Meinungsfreiheit, sowie diplomatische Konfrontationen im Atomstreit, einer fortwährenden Konfrontation mit Israel, den USA unter George W. Bush und Europa (Holocaustleugnung) wurden hier programmatische Positionen des Wahlkampfs vom Präsidentschaftskandidat Mahmud Ahmadineschad respektive der nachfolgenden Regierung. Inflation, die wachsende Auseinanderentwicklung reicher und armer Schichten, und die außenpolitische Isolation wurden die wesentlichen Diskussionsfelder der Präsidentschaftswahlen 2009, die nach dem Rückzug Mohammad Chātamis im Wesentlichen auf eine Konfrontation zwischen Mahmud Ahmadineschad und Mir Hussein Mussawi hinausliefen. Erstmals standen sich die Präsidentschaftskandidaten im Fernsehduell gegenüber und wurde der Staatspräsident Ahmadineschad vom „Zentrum für strategische Forschung“, das dem Schlichtungsrat unterstellt ist, scharf angegriffen. Besonders die Opposition nutzte moderne Medien wie Internet, SMS und Telefon zur Mobilisierung ihrer Anhänger, erstmals traten auch die Ehefrauen der Kandidaten, Zahra Rahnaward als Ehefrau des Kandidaten Mussawis und Fatemeh Karrubi vor die Öffentlichkeit und sprachen über Frauen betreffende Themen. Nach dem Wahlsieg Ahmadineschads führten Vorwürfe des Staatsputsches und der Wahlfälschung zu landesweiten Unruhen.

## Zugelassene Kandidaten
Der Amtsinhaber, Mahmud Ahmadineschad, stellte sich im Wahlkampf als persischer Nationalist mit stark islamischem Programm dar. Der gemäßigte Konservative Mohsen Rezai, der ehemalige Führer der iranischen Revolutionsgarde, kritisierte Ahmadineschad im Vorfeld der Wahl heftig und bezeichnete seine Politik als „Weg […] direkt in den Abgrund“. Er versprach, die „miserable Wirtschaftspolitik“ zu ändern und die „falsche[n] Verhaltensweisen in internationalen Beziehungen“ zu korrigieren.
Der Geistliche Mehdi Karroubi wurde zu den Reformern gezählt. Er sprach sich für gleiche Rechte für die Bahai aus und wollte im Fall seines Wahlsiegs Frauen in sein Kabinett berufen. Jeder Iraner sollte außerdem eine garantierte Leibrente von etwa 50 Euro monatlich erhalten. Ob auch der Architekt und Kunstmaler Mir Hussein Mussawi zu den Reformern gerechnet werden durfte, war umstritten. Der letzte Premierminister der Islamischen Republik Iran zählte sich vor der Wahl „sowohl zu den Reformern als auch zu den Konservativen“ und kritisierte ebenfalls die Wirtschaftspolitik Ahmadineschads. Er stützte sich nach eigener Aussage auf die „Barfüßigen und Habenichtse“, für die die „Werte der islamischen Revolution eine weitaus größere Bedeutung haben als das täglich Brot“. Bei Wahlkampfauftritten wurde Mussawi häufig von seiner Frau Zahra Rahnaward begleitet, die an seiner Seite die Auflösung der islamischen Sittenpolizei und das Ende der Frauendiskriminierung im Iran forderte.
Kurz vor der Wahl wurden lediglich Ahmadineschad und Mussawi realistische Siegchancen eingeräumt. Hätte kein Kandidat im ersten Wahlgang die absolute Mehrheit erreicht, wären die beiden Erstplatzierten zu einer Stichwahl angetreten, die verfassungsgemäß am 19. Juni 2009 stattgefunden hätte.

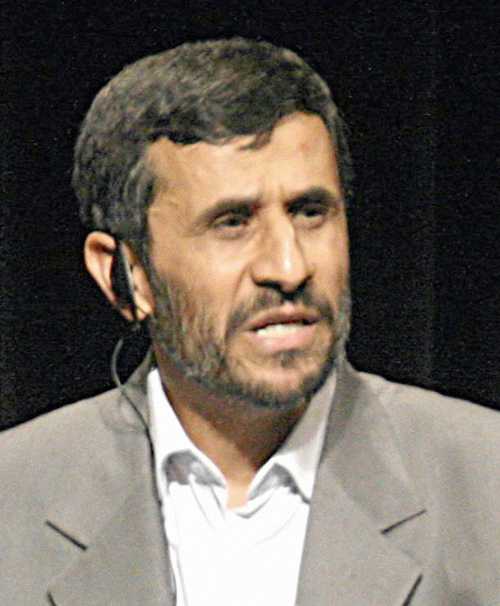
Mahmud Ahmadineschad
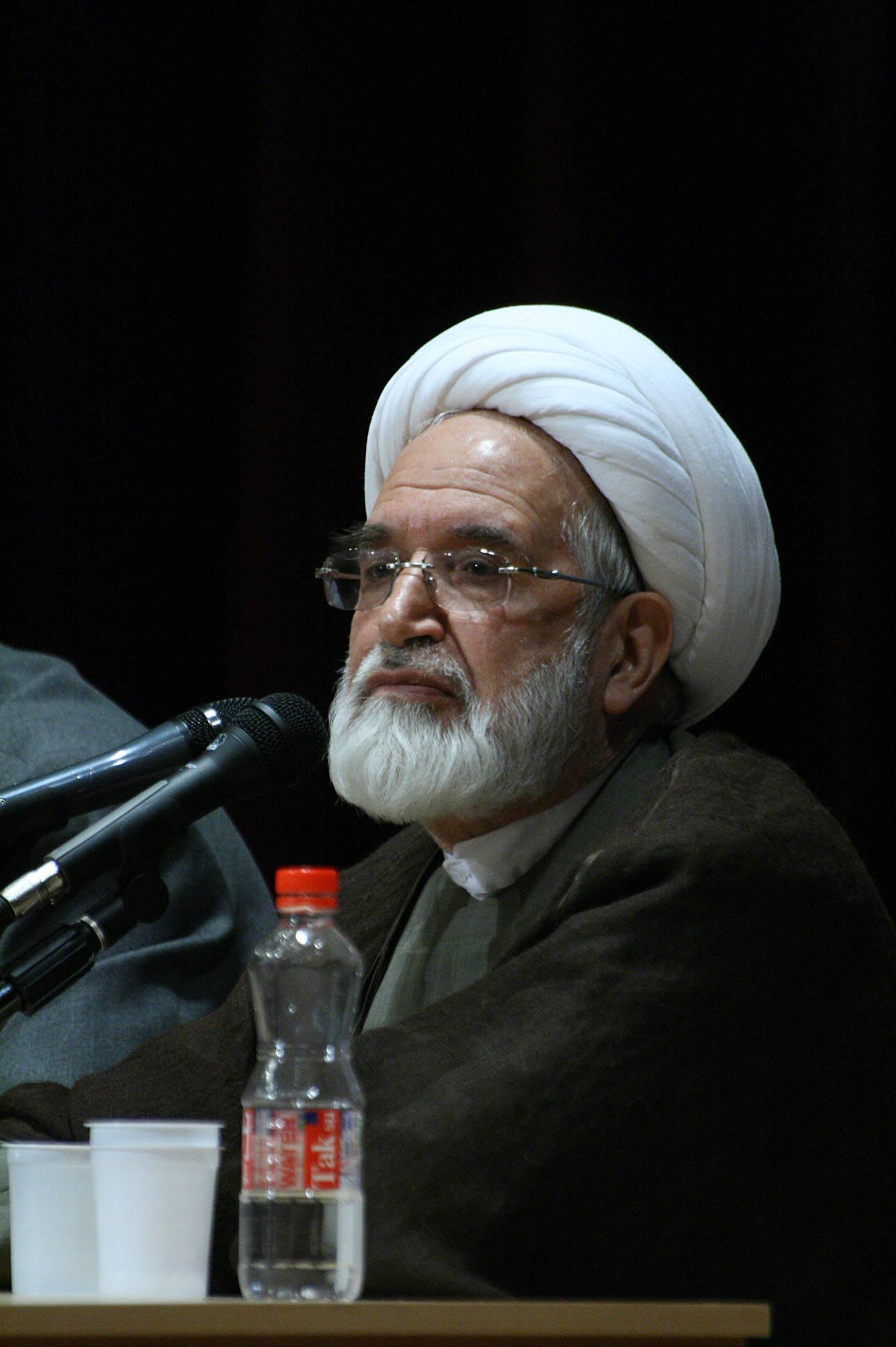
Mehdi Karroubi
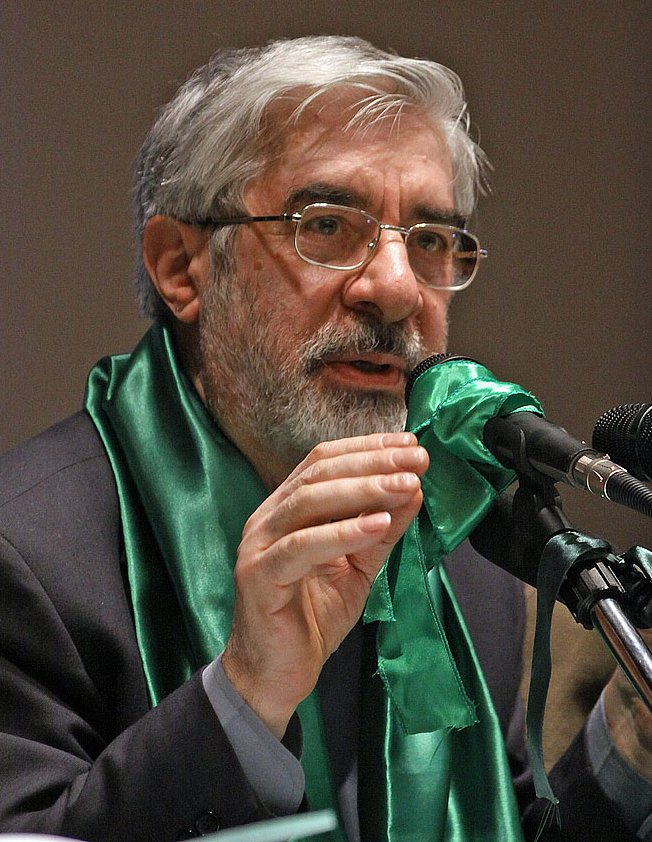
Mir Hussein Mussawi

## Amtliches Wahlergebnis
Beobachter wie der deutsch-persische Publizist Bahman Nirumand hatten den Wahlausgang noch Anfang Juni 2009 als „völlig offen“ eingeschätzt. Das klare Ergebnis bezeichneten die meisten westlichen Medien daher als „überraschend“. Nach Angaben des Innenministers und Wahlleiters Sadeq Mahsuli lag die Wahlbeteiligung bei 85 Prozent; sie erreichte damit einen neuen Rekord bei iranischen Präsidentschaftswahlen.
| Kandidaten            | Stimmen    | %      |
| --------------------- | ---------- | ------ |
| Mahmud Ahmadineschad  | 24.592.793 | 63,1 % |
| Mir Hossein Mussawi   | 13.338.121 | 34,2 % |
| Mohsen Rezai          | 681.851    | 1,75 % |
| Mehdi Karroubi        | 338.278    | 0,87 % |
| ungültige Stimmen     | 420.171    |        |
| Gesamt                | 39.371.214 | 100 %  |
| Quelle: princeton.edu |            |        |

### Ergebnisse in den einzelnen Provinzen
Nach Angaben der iranischen Behörden siegte Präsident Ahmadineschad in nahezu allen Provinzen. Lediglich in West-Aserbaidschan und Sistan und Belutschistan stimmten demnach mehr Menschen für Mussawi als für Ahmadineschad. Seine besten Ergebnisse erreichte Ahmadineschad in Kerman und Semnan mit jeweils über 77 % der Stimmen. Geringer war die Zustimmung in den Gebieten mit aserbaidschanischer, kurdischer und belutschischer Bevölkerung in den nördlichen, westlichen und südöstlichen Randgebieten des Landes sowie in der Hauptstadt Teheran. Unter Beobachtern gelten v. a. die Ergebnisse in den Provinzen Ardabil, Ost-Aserbaidschan und Lorestan als Indizien für eine Wahlfälschung. In der Provinz Ardabil hatte Ahmadineschad bei den Präsidentschaftswahlen 2005 lediglich 7 % der Stimmen gewinnen können, 2009 nach offiziellen Angaben hingegen deutlich über 50 %. Ähnlich in Mussawis Heimatprovinz Ost-Aserbaidschan: 2005 erhielt Ahmadineschad hier 10 % der Stimmen, 2009 über 56 %. In Lorestan erhielt Ahmadineschad 2009 angeblich knapp 71 % der Stimmen. 2005 hatte er hier mit 9 % noch eine Niederlage hinnehmen müssen, während Kandidat Mehdi Karroubi in seiner Heimatprovinz mit 55 % der Stimmen triumphierte. Den amtlichen Angaben zufolge stürzte dieser 2009 auf 5 % der Stimmen ab.

### Ergebnisse der Wahl der Auslandsiraner
Eine breite Mehrheit der in Deutschland lebenden Iraner stimmte offiziellen Angaben zufolge für den Oppositionskandidaten Mussawi. Nach Angaben der iranischen Botschaft in Berlin erhielt Amtsinhaber Ahmadineschad unter den Auslandsiranern, die in Deutschland ihre Stimme abgaben, 1.246 von insgesamt 9.609 abgegebenen Stimmen, also 13 %, während Herausforderer Mussawi auf 7.817 Stimmen, d. h. 81,4 % kam. Weltweit gaben 234.812 Auslandsiraner ihre Stimme ab, davon votierten 78.300 für Ahmadineschad, 111.792 für Mussawi, 4.647 für Karroubi und 3.635 für Rezai.

## Reaktionen im Iran
Der geistliche Führer des Iran, Seyyed Ali Chamene'i, gratulierte im iranischen Fernsehen am 13. Juni Ahmadineschad zu seinem Sieg: „Dass 24 Millionen Iraner für ihn gestimmt hätten, sei ein Anlass zum Feiern und eine Bestätigung für die Republik. […] Der Wahlausgang sei ein Beweis, dass das Volk dem psychologischen Krieg des Feindes Widerstand leiste und dass es selbständig bleibe.“ Er dankte dem Innenministerium, der Polizei und allen, die zum Wahlausgang beigetragen hätten.

### Vorwurf des Wahlbetrugs

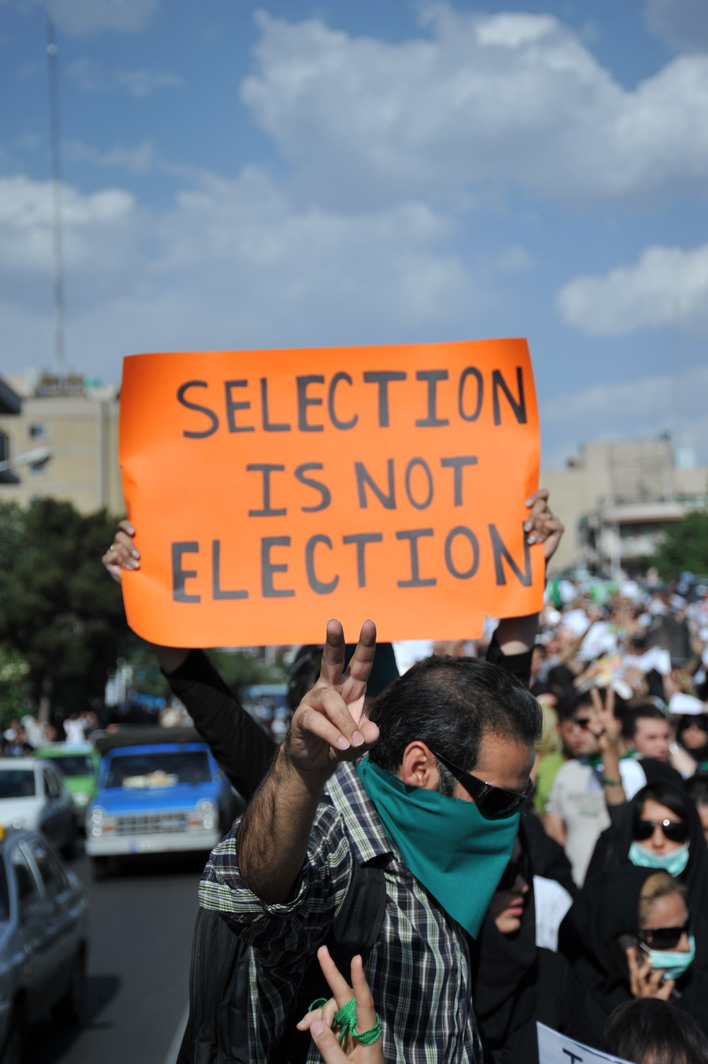
Ein Demonstrant mit dem Plakat „Auswahl ist nicht Wahl“

Bereits vor der Wahl warnte der Vorsitzende des Expertenrats Ajatollah Akbar Hāschemi Rafsandschāni in einem Brief an Revolutionsführer Seyyed Ali Chamene'i vor Wahlfälschungen und ließ wissen: „Morgen kann es dich treffen.“ Ebenso kursieren Dokumente aus „anonymen Kreisen“ des Innenministeriums zu einem möglichen Wahlbetrug, in denen Mussawi als klarer Sieger galt.
Am 12. Juni, kurz nach 23 Uhr, letzte Wahllokale hatten noch geöffnet, verkündete die staatliche Nachrichtenagentur IRNA den „erdrutschartigen“ Sieg von Ahmadineschad. Drei Stunden später meldete das Innenministerium, 20 Millionen Stimmen seien bereits gezählt worden und Ahmadineschad liege mit 69 Prozent weit an der Spitze. Bahman Nirumand bezweifelt, dass um 23 Uhr des Wahlabends überhaupt eine Stimme ausgezählt war, ebenso dass 5 Stunden nach Wahlschluss bereits 30 Millionen Stimmen gezählt werden konnten.
Der Herausforderer Ahmadineschads, Mir Hussein Mussawi, aber auch iranische Journalisten, äußerten nach Bekanntgabe des vorläufigen Ergebnisses den Verdacht der Wahlmanipulation. Er sprach von einer „Farce“, der er sich nicht beugen werde. Außerdem kritisierte er die Offiziellen, deren Verhalten „die Säulen der islamischen Republik“ gefährde und die Tyrannei heraufbeschwöre.
Als Indiz möglicher Einflussnahme durch das Innenministerium wurde gewertet, dass das Versenden von SMS-Kurznachrichten am Wahltag unterbunden war. Al Jazeera berichtete, dass Ahmadineschad in Täbris, der Heimatstadt Mussawis, amtlichen Angaben zufolge 57 % der Stimmen erzielt hatte. Der Sender nannte dieses Ergebnis „äußerst unwahrscheinlich“. Karim Sadjadpour vom Carnegie-Institut für internationalen Frieden verglich diese Niederlage gegenüber CNN mit einer Wahlniederlage Barack Obamas gegenüber John McCain unter den Afroamerikanern. Dass Mehdi Karroubi als Lure in seiner Heimatprovinz nur von 20.000 Luren gewählt worden sein soll, erscheint Navid Kermani „irreal“. „Der Vorwurf betrifft nicht Manipulationen in einzelnen Wahllokalen. Es geht darum, dass im Innenministerium, wo die Ergebnisse zusammenliefen, die Zahlen willkürlich ausgetauscht worden sein sollen.“
Die Opposition rechnet vor, dass nach den Angaben der Wahlleitung Ahmadineschad rund 7 Millionen Stimmen mehr erzielte als bei seinem historischen Sieg 2005. Mohammed Ali Abtahi, der Wahlkampfleiter von Mehdi Karroubi, bezeichnet am 13. Juni die Wahl als „riesiger Betrug“ und schreibt in seinem Blog, die Zahl der für Karroubi abgegebenen Stimmen sei geringer als die Anzahl seiner registrierten Wahlhelfer. Mohsen Rezai beschreibt auf seiner Webseite konkret den Vorwurf der Wahlmanipulation anhand zweier Ausschnitte des staatlichen Fernsehens. Das erste Bild, aufgenommen am Samstag, 13. Juni, um 09:47 Uhr, rechnet ihm 633.048 Stimmen zu, das zweite Bild, aufgenommen am selben Tag um 13:53 Uhr, verzeichnet 587.913 Stimmen für Rezai. Mir Hossein Mussawi legte einen Bericht über die Betrugsfälle zur Wahl vor, indem er bezweifelte, dass die Wahlurnen vor Beginn der Wahl leer gewesen seien und die Wahlzettel ohne Seriennummern waren, was es so im Iran noch nie gegeben habe. Nach Angaben der FAZ wurden für 40 Millionen Wähler 63 Millionen Wahlzettel gedruckt.
Der Staatsminister im Auswärtigen Amt, Gernot Erler, erläuterte im Deutschlandfunk, es habe „eine eigentlich viel zu frühe Verkündung eines Endergebnisses gegeben, als noch gar nicht ausgezählt sein konnte. In der Addition der Stimmenanteile habe es einmal 108 Prozent, einmal 94 Prozent gegeben.“
Keiner der iranischen Großajatollahs gratulierte Ahmadineschad zum Wahlsieg. Vier von ihnen (Hossein Ali Montazeri, Naser Makarem Shirazi, Mousa Shubairi Zanjani, Mousavi Ardebili) beschwerten sich öffentlich über Wahlbetrug. Der älteste und konservative Großajatollah Lotfollah Safi Golpaygani wiederum kritisierte beide Seiten im Wahlstreit. Er stellte fest, dass der Wächterrat in seinen Entscheidungen unparteiisch sein müsse und nicht einen Kandidaten begünstigen dürfe, die Opposition wiederum dürfe nicht unnachgiebig auf ihren Rechten beharren.
In der mit Spannung erwarteten Freitagspredigt, am 19. Juni, nahm Chamene'i Stellung zu den Präsidentschaftswahlen. Er erklärte die Wahl für rechtens und stellte fest, dass die islamische Republik „niemals Verrat begehen und die Stimmen der Menschen manipulieren würde“. Die Rechtsstrukturen und die Wahlgesetze im Iran würden keinen Wahlbetrug erlauben. Gleichzeitig rief er alle Parteien auf, die Gewalt zu beenden, und gestand ein, den Ansichten des Wahlsiegers Ahmadineschad näher zu stehen als denen der anderen Kandidaten.
Die renommierte britische Denkfabrik Chatham House erstellte eine beachtenswerte Analyse, die die Unplausibilität der Wahlergebnisse aufzuzeigen versucht. Es gibt jedoch auch eine Studie, die Ahmadineschad gegen Vorwürfe des Wahlbetruges in Schutz nimmt. Zwei Umfragen amerikanischer Meinungsforschungsinstitute (World Public Opinion und Tomorrow Free Terror), die eine Telefonbefragung mittels der staatlichen iranischen Telefongesellschaft vornahmen, erlangen ähnliche Zahlen, die der amtlichen Ergebnissen nahe liegen.

### Proteste gegen die Wahl

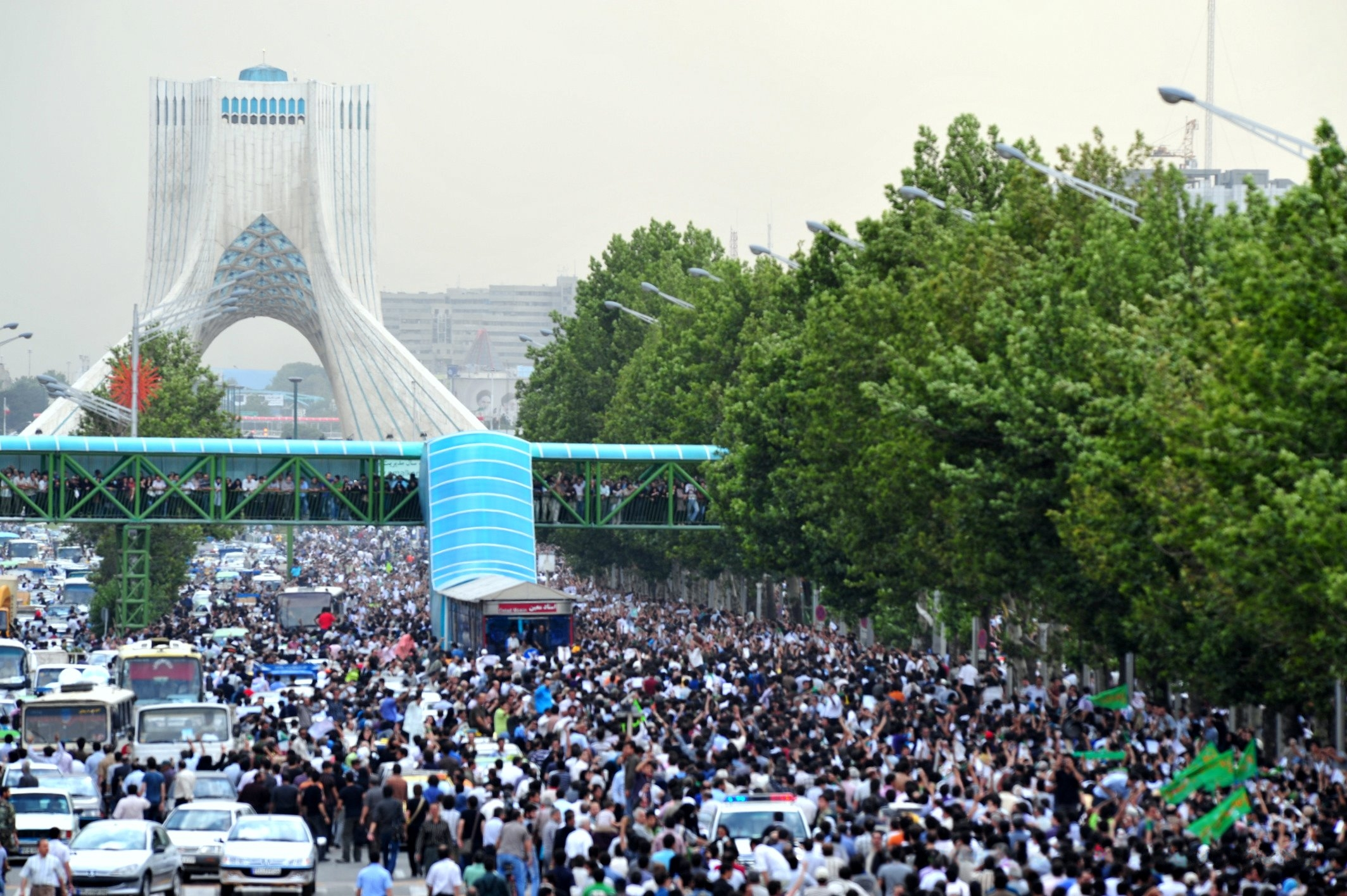
Massendemonstration von Mussawi-Anhängern in Teheran

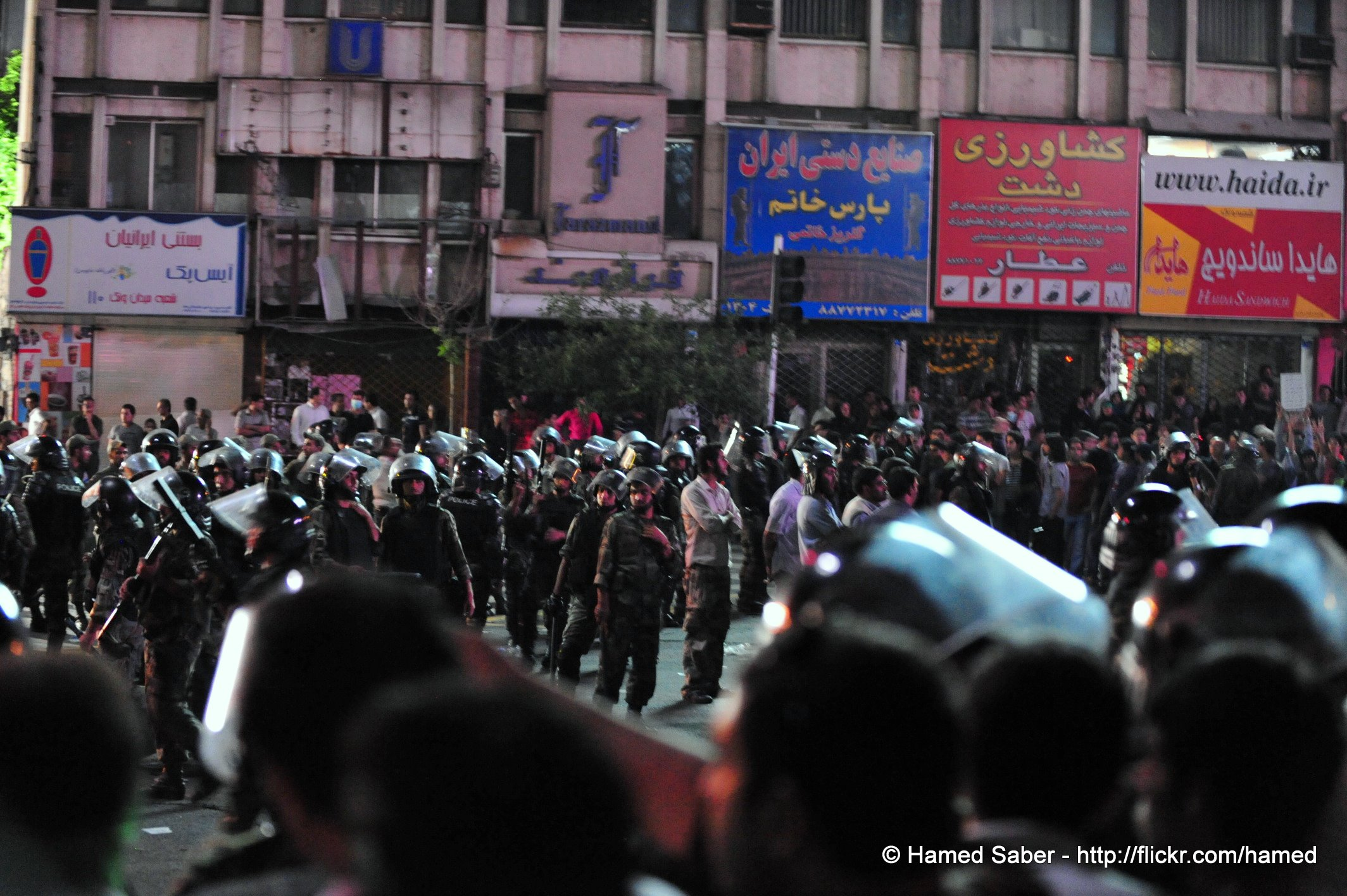
Massives Polizeiaufgebot bei Protesten gegen das Wahlergebnis

Infolge des Verdachts auf Wahlbetrug und Mussawis Weigerung, das Wahlergebnis anzuerkennen, gingen dessen Anhänger in vielen iranischen Städten auf die Straße. Bereits einen Tag nach der Wahl kam es in Teheran zu Straßenschlachten zwischen Demonstranten und der Polizei. Die Proteste entwickelten sich zu den größten Unruhen im Iran seit der Islamischen Revolution. Am 15. Juni beteiligten sich bis zu drei Millionen Iraner an Demonstrationen und Protestveranstaltungen. Die Sicherheitskräfte setzten teilweise Waffengewalt ein. Mehrere Menschen kamen ums Leben.
In den folgenden Tagen kam es immer wieder zu Demonstrationen und Zusammenstößen mit den Sicherheitskräften. Die Regierung betonte die Rechtmäßigkeit des Wahlergebnisses, der Wächterrat gestand eine Neuauszählung von 10 % der abgegebenen Stimmen zu. Mussawi lehnte diesen Vorschlag ab und forderte weiterhin Neuwahlen. Die Regierung reagierte mit einem Verbot der Proteste und versprach ein hartes Vorgehen gegen jeden, der sich diesem Verbot widersetzen sollte. Bei erneuten Auseinandersetzungen zwischen Mussawi-Anhängern und der Polizei kamen nach Regierungsangaben mindestens 10 Menschen ums Leben. Diese Zahl wurde im Laufe der nächsten Wochen auf 30 nach oben korrigiert; die Opposition spricht dagegen von 69 namentlichen Opfern. Viele Oppositionelle wurden inhaftiert.

### Festnahmen
Oppositionelle berichteten, dass es nach der amtlichen Bekanntmachung des Wahlergebnisses zu mehr als 100 Verhaftungen kam. Betroffen waren unter anderem Mohammad Reza Chatami, ein Bruder des früheren Präsidenten Mohammad Chātami, Mohsen Mirdamadi, der Generalsekretär der Partizipationsfront des islamischen Iran. Neben den ehemaligen Kabinettsmitgliedern Mohammad Chātamis: Vize-Innenminister Mostapha Tadschadeh, Vize-Außenminister Mohsen Aminsadeh, Vizepräsident Mohammed Ali Abtahi, Regierungssprecher Abdolah Ramezanzadeh und dem Berater Said Hajjarian waren auch Mitarbeiter Mussawis betroffen, so Behzad Nabavi (ehemaliger Bergbauminister unter Premierminister Mussawi) und die Berater Mohammad-Reza Jalaipour und Saeed Laylaz.
Weitere Festnahmen betrafen Ebrahim Yazdi, erster Außenminister der islamischen Republik Iran und den Nürnberger Menschenrechtspreisträger Abdolfattah Soltani. Insgesamt wurden bis zum 17. Juni etwa 500 Oppositionelle, Journalisten und Intellektuelle verhaftet. Neuere Zahlen vom 25. Juni gehen von über 600 Verhafteten aus, die Opposition spricht von mehreren Tausend.
Einige politische Beobachter und Journalisten verglichen die Vorgänge mit einem Staatsstreich.

### Ashura-Verhaftungswelle
Zu einer weiteren massiven Verhaftungswelle kam es am 28. Dezember 2009 nach Protestkundgebungen im Rahmen des schiitischen Aschura-Festes.

## Internationale Reaktionen

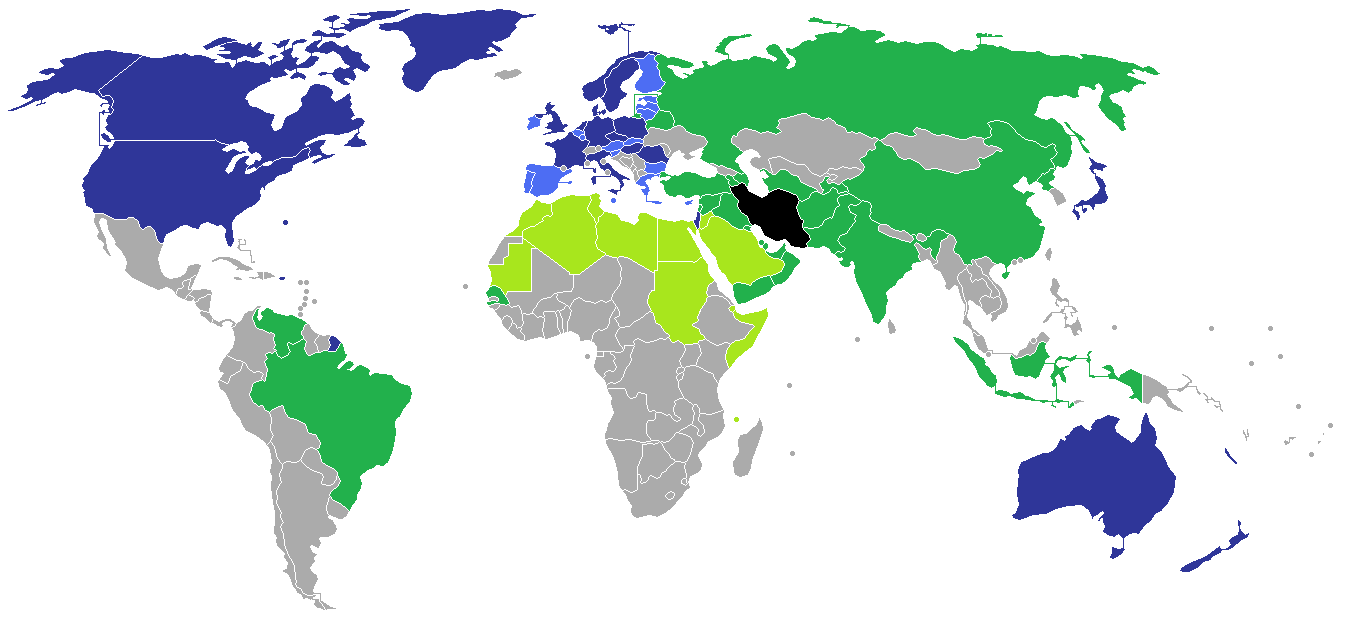
Grün: Länder, die die Wahl anerkennen

Während die meisten westlichen Staaten Vorbehalte gegen die Rechtmäßigkeit der Wahl formulierten, gratulierten die Hisbollah, Syrien, Afghanistan und der Sekretär der Arabischen Liga bereits am nächsten Tag. Es folgten Venezuela, Türkei, Russland, Nordkorea, China, Brasilien und die Vereinigten Arabischen Emirate.
Am 24. Juni gratulierten Algerien, Libyen, Senegal und Sudan.
US-Außenministerin Hillary Clinton erklärte, sie wolle den Vorwürfen des Wahlbetrugs nachgehen, daher erkenne die USA einen Wahlsieg Ahmadineschads vorerst nicht an. Die EU-Ratspräsidentschaft kommentierte das Wahlergebnis mit Skepsis: „Die Präsidentschaft ist besorgt über angebliche Unregelmäßigkeiten während des Wahlprozesses und (…) die Gewalt, die direkt nach der Bekanntgabe der offiziellen Wahlergebnisse ausbrach.“ Israel wies nach Verkündung von Ahmadineschads Sieg erneut auf die Gefahr einer nuklearen Bedrohung durch den Iran hin. Außenminister Avigdor Lieberman erklärte, „die internationale Gemeinschaft müsse nach der Wiederwahl von Präsident Ahmadineschad „ohne Zugeständnisse“ gegen das iranische Atomprogramm und die Unterstützung „terroristischer Organisationen“ durch Teheran vorgehen.“